# Provincia de Bolonia
Bolonia (en italiano Provincia di Bologna) fue una provincia de la región de la Emilia-Romaña, en Italia. Su capital era la ciudad de Bolonia.
Tenía un área de 3.562 km², y una población total de 944.297 hab. (2001). Había 60 municipios en la provincia (fuente: ISTAT, véase este enlace).
El 1 de enero de 2015 fue reemplazada por la Ciudad metropolitana de Bolonia.

## Municipios
La provincia constaba de 60 municipios.